# Gaitani
Gaitani  este un oraș în Grecia în prefectura Zakynthos.